# Gérard Corbiau
Gérard Corbiau (ur. 19 września 1941 w Brukseli) – belgijski reżyser i scenarzysta filmowy. 
Znany z dopracowanych wizualnie filmów kostiumowych poświęconych muzyce. Dwa z nich, Nauczyciel muzyki (1988) i Farinelli: ostatni kastrat (1994), były nominowane do Oscara dla najlepszego filmu nieanglojęzycznego. Ten drugi tytuł zdobył statuetkę Złotego Globu za najlepszy film nieanglojęzyczny. 
Corbiau nakręcił jeszcze dwie pełnometrażowe fabuły: Rok przebudzenia (1991) opowiadał o wchodzeniu w dorosłość przez wrażliwego czternastolatka, a Król tańczy (2000) był wystawnym widowiskiem poświęconym relacji między Ludwikiem XIV a jego nadwornym kompozytorem Jean-Baptiste'm Lullym, nagrodzonym Złotą Żabą na MFF Camerimage i trzykrotnie nominowanym do Cezarów.
W uznaniu zasług Corbiau na polu kultury w 2001 z rąk francuskiej minister kultury Catherine Taski reżyser otrzymał tytuł Oficera Orderu Sztuki i Literatury.